# Anablepsoides
Anablepsoides – rodzaj słodkowodnych, karpieńcokształtnych ryb z rodziny strumieniakowatych (Rivulidae). Niektóre gatunki mogą być hodowane w akwariach domowych.

## Występowanie
Zamieszkują słodkie wody rzek uchodzących do Atlantyku. Niektóre gatunki mogą przebywać również w wodach słonawych. 

## Klasyfikacja
Gatunki zaliczane do tego rodzaju:
| - Anablepsoides amanan - Anablepsoides amphoreus - Anablepsoides atratus - Anablepsoides bahianus - Anablepsoides beniensis - Anablepsoides bondi - Anablepsoides cajariensis - Anablepsoides caurae - Anablepsoides cearensis - Anablepsoides christinae - Anablepsoides cryptocallus - Anablepsoides deltaphilus - Anablepsoides derhami - Anablepsoides elongatus - Anablepsoides erberi - Anablepsoides gaucheri - Anablepsoides hartii - Anablepsoides holmiae - strumieniak niebieski - Anablepsoides igneus - Anablepsoides immaculatus - Anablepsoides intermittens - Anablepsoides iridescens | - Anablepsoides jucundus - Anablepsoides lanceolatus - Anablepsoides limoncochae - Anablepsoides lungi - Anablepsoides mazaruni - Anablepsoides micropus - Anablepsoides monticola - Anablepsoides ophiomimus - Anablepsoides ornatus - Anablepsoides parlettei - Anablepsoides peruanus - Anablepsoides rubrolineatus - Anablepsoides speciosus - Anablepsoides stagnatus - Anablepsoides taeniatus - Anablepsoides tessellatus - Anablepsoides tocantinensis - Anablepsoides urophthalmus - strumieniak amazoński - Anablepsoides waimacui - Anablepsoides xanthonotus - Anablepsoides xinguensis |